# Temporada de ciclones na região da Austrália de 2021-2022
A  temporada de ciclones na região da Austrália de 2021-2022 foi um período onde bastantes baixas tropicais se formaram, chegando a 34, a maior quantidade para o período em 12 anos. Mesmo com este número excessivo, somente 2 sistemas alcançaram a força de ciclone tropical severo. Este era o ciclo  anual em que os ciclones tropicais se formam no Oceano Índico Meridional e no Oceano Pacífico entre 90° L e 160° L. A temporada começou oficialmente em 1 de novembro de 2021 e terminou em 30 de abril de 2022, no entanto, um ciclone tropical poderia se formar a qualquer momento entre 1 de julho de 2021 e 30 de junho de 2022 e contaria para o total da temporada. Durante esta temporada, os ciclones tropicais foram monitorados oficialmente por um dos três centros de alerta de ciclones tropicais (TCWCs) da região, operados pelo Bureau de Meteorologia, Serviço Nacional de Meteorologia de Papua-Nova Guiné e a Agência Indonésia de Meteorologia, Climatologia e Geofísica. O Joint Typhoon Warning Center (JTWC) dos Estados Unidos e outros serviços meteorológicos nacionais, incluindo a Météo-France, também estavam monitorando a bacia durante a temporada, porém emitiram avisos não oficiais.

## Resumo sazonal
Uma baixa tropical desenvolveu-se ao norte da região ocidental em 9 de novembro, iniciando a temporada e a temporada geral do Hemisfério Sul. Depois de passar perto das Ilhas Cocos com chuvas, ele saiu da bacia para a região Sudoeste do Oceano Índico em 14 de novembro. Três dias depois, a baixa tropical 02U formou-se perto da Ilha de Natal e mais tarde tornou-se o ciclone tropical Paddy, o primeiro ciclone nomeado nesta temporada. Em 22 de novembro formou-se a baixa tropical 03U. Em 30 de novembro, 05U se formou no noroeste da Austrália e se transformou no ciclone tropical Teratai um dia depois.

## Sistemas

### Ciclone tropical Paddy
Em 16 de novembro, o BoM destacou pela primeira vez a possibilidade de outra baixa tropical fraca perto ou a oeste da Ilha Christmas. A agência também observou que este sistema pode trazer fortes chuvas para a ilha. Isso se tornou verdade quando, no dia seguinte, o bureau observou que Tropical Low 02U se desenvolveu a partir de uma depressão em 100 km (62 mi) a noroeste do território mencionado, sob a influência dos fracos ventos na bacia. No dia seguinte, tornou-se lento enquanto serpenteava perto do território antes de retomar seu movimento de leste a sudeste. Em 21 de novembro de 04:00 UTC, o JTWC emitiu um  Alerta de formação de ciclone tropical (TCFA) para  Invest 90S  que a agência estava rastreando recentemente. Às 03:00 UTC de 22 de novembro, o BoM atualizou a baixa tropical para um ciclone tropical de categoria 1 na escala australiana e o nomeou Paddy, tornando-se o primeiro ciclone nomeado nesta temporada. Mais tarde, o JTWC fez a mesma coisa às 09:00 UTC.
Entre 17 e 20 de novembro, o aeródromo da Ilha Christmas relatou um acúmulo de chuva de 220.2 mm (8.67 in).

### Baixa tropical 03U
Uma baixa tropical, nomeada de 03U desenvolveu ao norte da região Oeste da Austrália em 22 de novembro, segundo o BOM.

### Ciclone tropical Ruby
O Ruby foi nomeado na tarde de 12 de dezembro pelo Australia Bureau of Meteorology Tropical Cyclone Warning Center, informa o Fiji Meteorological Service, que monitorava o ciclone, e no dia seguinda, atingiu ontem a Nova Caledônia com ventos sustentados de 110km/h e rajadas de 140, classificado como um ciclone de categoria 2, "a apenas 8km/h de alcançar a potência de categoria 3". As chuvas chegaram a 200mm.

### Ciclone tropical Tiffany
Em 4 de janeiro, o BoM começou a monitorar uma possível baixa tropical perto do Mar de Coral. Em 8 de janeiro, o BoM começou a emitir alertas sobre o sistema. No dia seguinte, o BoM designou-o como 10U.

### Baixa tropical Fezile (19U)
Em 11 de fevereiro, o BoM previu que uma baixa tropical poderia se formar nos próximos dias ao redor do sudeste da Ilha Christmas e, portanto, foi designado como 19U.  A área se desenvolveu completamente em uma baixa tropical dois dias depois.

### Ciclone tropical severo Vernon
Em 20 de fevereiro, o BoM notou uma possível formação de uma baixa tropical que se localizava no Mar de Arafura, e assim, designando-a como 21U.  Em 24 de fevereiro, o sistema já era uma baixa tropical em desenvolvimento, pois estava localizado no Estreito de Torres. O ciclone saiu de sua área de responsabilidade e se transferiu para a da Météo-France no dia 26 de fevereiro

### Ciclone tropical Anika
Uma baixa tropical perto do mar de Timor foi designada como 23U pelo BoM. A tormenta se intensificou e no último boletim divulgado, se transformou no ciclone Anika.

### Ciclone tropical Billy
Em 11 de março, o BoM começou a rastrear uma baixa tropical que estava se desenvolvendo ao sul de Java.

### Ciclone tropical severo Charlotte
Uma baixa tropical se formou no sul da Indonésia. Em 20 de março, o BOM designou esta área de baixa pressão como 28U.

### Ciclone tropical Karim
O Bureau Of Meteorology detectou uma baixa tropical perto de Ilha Cocos em 6 de maio, e foi designada como 36U. Eventualmente, o sistema saiu da área do BoM e foi para a da Météo-France em 6 de maio, mas não durou muito tempo. O JTWC informou em seu primeiro boletim técnico não oficial que o sistema de baixa pressão estava presente em águas muito quentes (30 a 31°C) e se deslocou para sul-sudoeste um dia depois de formado. Em 7 de maio às 14:00 UTC, 36U (Nomeado pela MFR de Karim) retornou para a região australiana e a agência deu um alerta, indicando que o sistema alcançou a categoria 1 na escala australiana.

### Outros sistemas

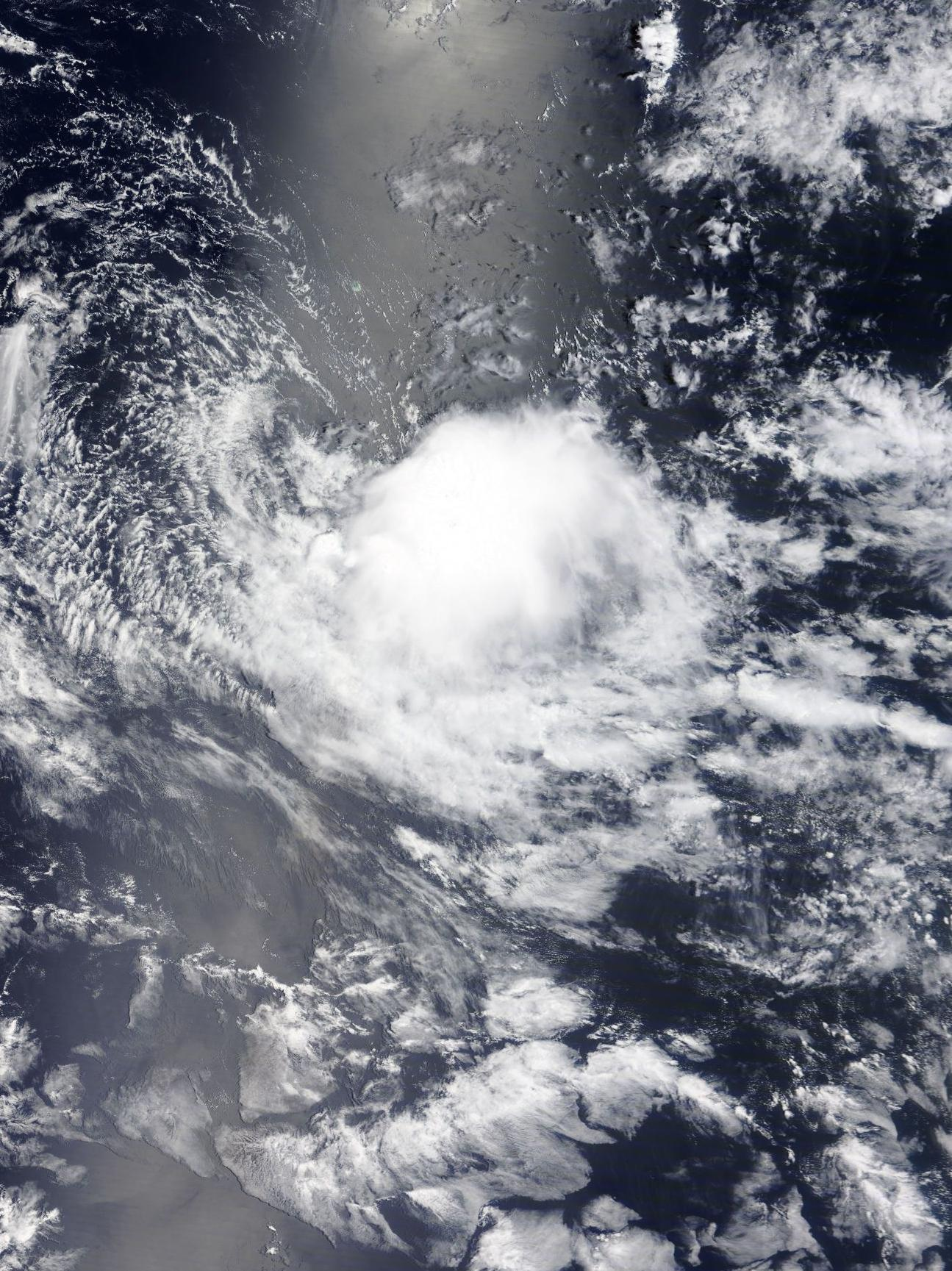
Uma baixa tropical em 12 de novembro de 2021

O Departamento de Meteorologia Australiano notou pela primeira vez a formação de um possível sistema de baixa pressão a sudoeste da ilha de Sumatra em 4 de novembro. Esta previsão materializou-se quando o BoM começou a seguir uma fraca baixa tropical fora da região ocidental em 9 de novembro, enquanto se situava a 400 km a nordeste das Ilhas Cocos. Em seguida, entrou na região no dia seguinte, enquanto seguia lentamente em direção à ilha. As condições ambientais foram analisadas para serem desfavoráveis para o desenvolvimento futuro e, como tal, o BoM apenas previu uma chance "muito baixa" de a baixa se tornar um ciclone tropical. A baixa tropical passou então para o sul do arquipélago antes de virar para oeste e sair da bacia para a região Sudoeste do Oceano Índico em 14 de novembro. À medida que a baixa tropical passava perto das Ilhas Cocos, chuvas fortes caíram sobre o seu aeroporto, com um total de 50 milímetros sendo medidos para a área.
Em 7 de dezembro, o BoM observou a possibilidade de um desenvolvimento de baixa altitude tropical sobre a parte norte do Mar de Arafura. O BoM designou o sistema como  06U . Em 13 de dezembro, o BoM declarou que 06U já estava se formando. porém, a baixa perdeu suas características em 15 de novembro.

## Nomes das tormentas

### Bureau of Meteorology
O Bureau of Meteorology (Agência de Meteorologia da Austrália) utiliza uma lista para atribuir nomes aos ciclones tropicais. No entanto, o Bureau of Meteorology ainda vai operar os Centros de Avisos de Ciclone Tropical em Perth, Darwin e Brisbane. Eles monitoram os ciclones tropicais que se formam ao sul da linha do Equador, entre os meridianos 90° e 160°L, emitindo avisos especiais mesmo para aqueles ciclones tropicais que estiverem nas áreas de responsabilidades dos CACTs de Jacarta e de Port Moresby. Os nomes serão usados sequencialmente, não havendo, portanto, uma lista alfabética anual. A seguir, será apresentada a lista alfabética da coluna 1, cujo primeiro nome será atribuído ao primeiro ciclone tropical que se formar na temporada de 2021-2022. Os próximos 12 nomes são listados abaixo:
| - Paddy - Ruby - Seth - Tiffany | - Vernon - Anika - Billy - Charlotte | - Darian (sem usar) - Ellie (sem usar) - Freddy (sem usar) - Gabrielle (sem usar) |

### TCWC Jakarta
Ciclones tropicais que se formam entre a linha do Equador e a latitude 10°S e entre os meridianos 90°L e 125°L são monitorados pelo CACT de Jacarta, Indonésia. Abaixo se segue o próximo nome a serem usados da lista:
| - Teratai - Anggrek (sem usar) | - Bakung (sem usar) - Cempaka (sem usar) | - Dahlia (sem usar) - Flamboyan (sem usar) |

### TCWC Port Moresby
Os ciclones tropicais que se desenvolvem entre o Equador e 11 ° S, entre as longitudes 151 ° E e 160 ° E, são nomeados pelo centro de alerta de ciclones tropicais em Port Moresby, Papua Nova Guiné . A formação de ciclones tropicais nesta área é rara e nenhum ciclone foi nomeado desde 2007.  Como os nomes são atribuídos em ordem aleatória, toda a lista é mostrada abaixo:
| - Alu (sem usar) - Buri (sem usar) - Dodo (sem usar) - Emau (sem usar) - Fere (sem usar) | - Hibu (sem usar) - Ila (sem usar) - Kama (sem usar) - Lobu (sem usar) - Maila (sem usar) |

## Efeitos sazonais
| Nome                | Datas ativo                                                   | Classificação máxima | Velocidade de vento sustentados | Pressão  | Áreas afetadas             | Danos (USD) | Fatalidades | Refs |
| ------------------- | ------------------------------------------------------------- | -------------------- | ------------------------------- | -------- | -------------------------- | ----------- | ----------- | ---- |
| TL                  | 9 de novembro - 14                                            | Baixa tropical       | N/A                             | 1005 hPa | Nenhum                     | Nenhum      | 0           |      |
| Paddy               | 17 de novembro - 23                                           | Ciclone categoria 1  | 75 km/h                         | 992 hPa  | Ilha Christmas             | Nenhum      | 0           |      |
| 03U                 | 22 de novembro - 28                                           | Baixa tropical       | N/A                             | 1006 hPa | Nenhum                     | Nenhum      | 0           |      |
| Teratai             | 30 de novembro - 11 de dezembro                               | Ciclone categoria 1  | 65 km/h                         | 998 hPa  | Ilha Christmas, Ilha Cocos | Nenhum      | 0           |      |
| Ruby                | 10 de dezembro - 13 (Saiu da área de responsabilidade do BoM) | Ciclone categoria 2  | 110 km/h                        | 982 hPa  | Desconhecido               | Nenhum      | 0           |      |
| 06U                 | 13 de dezembro - 15                                           | Baixa tropical       | N/A                             | 1007 hPa | Desconhecido               | Nenhum      | 0           |      |
| Seth                | 24 de dezembro de 2021 - 6 de janeiro de 2022                 | Ciclone categoria 2  | 100 km/h                        | 983 hPa  | Nenhum                     | Nenhum      | 0           |      |
| TL                  | 26 de dezembro de 2021 - 3 de janeiro de 2022                 | Baixa tropical       | N/A                             | N/A      | Nenhum                     | Nenhum      | 0           |      |
| Tiffany             | 8 de janeiro - 17                                             | Ciclone categoria 2  | 95 km/h                         | 989 hPa  | Nenhum                     | Nenhum      | 0           |      |
| 11U                 | 13 de janeiro - 14                                            | Baixa tropical       | N/A                             | 1008     | Nenhum                     | Nenhum      | 0           |      |
| TL                  | 22 de janeiro - 25                                            | Baixa tropical       | N/A                             | 1005     | Nenhum                     | Nenhum      | 0           |      |
| Batsirai            | 23 de janeiro - 25 (Saiu da área de responsabilidade do BOM)  | Baixa tropical       | N/A                             | 1003     | Nenhum                     | Nenhum      | 0           |      |
| TL                  | 29 de janeiro - Em curso                                      | Baixa tropical       | N/A                             | N/A      | Nenhum                     | Nenhum      | 0           |      |
| TL                  | 30 de janeiro - Em curso                                      | Baixa tropical       | N/A                             | 1003     | Nenhum                     | Nenhum      | 0           |      |
| Totais da temporada |                                                               |                      |                                 |          |                            |             |             |      |
| 14 sistemas         |                                                               |                      | 60 nós                          | 982 hPa  |                            | 0.036       | 2           |      |